# Abundancja izotopu
Abundancja izotopu, abundancja naturalna (ang. natural abundance, w skrócie NA), także obfitość występowania izotopu – procentowa zawartość danego izotopu pierwiastka w pierwiastku naturalnie występującym.
Dla przykładu izotopy wodoru mają następujące abundancje:
- wodór-1 (prot): 99,985%
- wodór-2 (deuter): 0,015%
- wodór-3 (tryt, promieniotwórczy): ślady.

Pomimo zapisanego sumowania abundancji protu i deuteru do 100% (skończona dokładność podania tych wartości) w przyrodzie występują ślady niestabilnego trytu, tworzonego w atmosferze podczas oddziaływania promieniowania kosmicznego z gazami atmosferycznymi oraz „resztki” wodoru-3 (czas połowicznego zaniku trytu to 12 lat) powstałego w czasie prób jądrowych.
Innym przykładem może być uran, posiadający trzy naturalnie występujące izotopy: 238U, 235U i 234U. Ich abundancje naturalne wynoszą odpowiednio 99,2745%, 0,72% i 0,0055%. Oznacza to, że analizując 100 000 atomów uranu, średnio znajdziemy w nich 99 275 atomów uranu-238, 720 atomów uranu-235 i nie więcej niż 5 lub 6 atomów uranu-234. Abundancje te wynikają z czasów połowicznego zaniku podanych izotopów uranu: dla 238U jest on równy 4,47 mld lat, dla 235U 704 mln lat zaś dla 234U 245 500 lat. Zatem w przypadku uranu najbardziej abundantnym izotopem jest najtrwalszy, najmniej występującym – najmniej trwały.
Jednak nie jest to reguła: naturalne abundancje mogą być dyktowane przez różne czynniki, jak na przykład przez:
- prawdopodobieństwo ich kreacji w nukleosyntezie (przykład: samar, promieniotwórcze izotopy 147Sm i 148Sm są o wiele bardziej abundantne niż stabilny 144Sm);
- produkcję danego izotopu w szeregach promieniotwórczych (przykład: ołów, izotopy o liczbach masowych 206, 207 i 208 posiadają obfitości odpowiednio 24,1%, 22,1% i 52,4%, każdy z nich jest produktem końcowym jednego z szeregów promieniotwórczych; izotop pierwotny o liczbie masowej 204 występuje z obfitością jedynie 1,4%).

Wartość abundancji zależy głównie od procesów tworzenia się pierwiastków we Wszechświecie oraz trwałości poszczególnych nuklidów. Praktycznie nie zależy od warunków geologicznych i geograficznych, z wyjątkiem przypadku pierwiastków lekkich w których efekty izotopowe mogą prowadzić do powstawania różnic obfitości danego izotopu pierwiastka w różnych tworach geologicznych i astronomicznych.
Ze względu na te same własności chemiczne różnych izotopów tego samego pierwiastka oraz niewielkich różnic ich masy głównym źródłem informacji o abundancjach izotopów jest spektrometria mas lub metody jądrowe.